# 邓宗
邓宗（？—前207年），秦朝末年反秦武将。汝阴（今安徽阜阳）人。
秦二世元年，邓宗聚众数百人，响应陈胜、吴广起义，杀死秦官，部众发展至万人。邓宗被陈胜任命为将率兵攻取九江郡（安徽寿县）。后邓宗与陈胜会师，据守九江。

## 生平
- 《史记·陈涉世家》